# Władysław Balakowicz
Władysław Balakowicz (ur. 15 czerwca 1965 w Nowym Targu) – polski hokeista.

## Kariera zawodnicza
- Podhale Nowy Targ (1985–1987)
- Polonia Bydgoszcz (1987–1989)
- Podhale Nowy Targ (–1992)
- STS Sanok (1992–1994)

Wychowanek Podhala Nowy Targ. Występował w reprezentacji Polski do lat 16, reprezentacji Polski do lat 18 (w tym na turnieju mistrzostw świata juniorów do lat 18 Grupy B w 1983 w Holandii), reprezentacji Polski do lat 20 (w tym w grudniu 1984 na turnieju mistrzostw świata juniorów do lat 20 Grupy A w 1985 w Helsinkach, Finlandia). Następnie został zawodnikiem pierwszej drużyny Podhala (zdobył wówczas brązowy medal mistrzostw Polski, po czym ponad rok był kontuzjowany, w 1987 zdobył złoty medal mistrzostw Polski). Od 1987 przez dwa sezony występował w Polonii Bydgoszcz (w tym mieście odbywał służbę wojskową). W 1989 uzyskał z drużyną awans do I ligi, po czym powrócił do Nowego Targu, lecz przez dwa sezony nie występował w drużynie ligowej. Od początku października 1992 był zawodnikiem STS Sanok w trwającym sezonie I ligi 1992/1993. W barwach tej drużyny grał także w sezonie 1993/1994. Jego partnerami w ataku byli wówczas Tomasz Jękner i Adrian Krzysztofik. Po odejściu z Sanoka w 1994 otworzył w rodzinnym Nowym Targu prywatny zakład kuśnierski.
W 2008 był trenerem drużyny oldbojów Podhala.
Jego żoną została Danuta, z którą ma córkę Anitę.

## Sukcesy
Klubowe
- Brązowy mistrzostw Polski: 1985 z Podhalem Nowy Targ
- Złoty medal mistrzostw Polski: 1987 z Podhalem Nowy Targ
- Puchar „Sportu” i PZHL: 1987 z Podhalem Nowy Targ
- Awans do I ligi: 1989 z Polonią Bydgoszcz

Wyróżnienie
- Trzecie miejsce w plebiscycie Radia RMF FM Krosno na najpopularniejszego sportowca Podkarpacia za rok 1993[7]